# Narcisridderzwam
De narcisridderzwam (Tricholoma sulphureum) is een schimmel uit de familie Tricholomataceae. De soort groeit op loofbomen (eiken en beuk) op voedselrijke leem- of zandbodem. In Nederland komt de zwam algemeen voor. Met name tussen de lente en de herfst. De paddenstoel is niet eetbaar en giftig.

## Kenmerken
Hoed
De hoed is gewelfd tot vlak en heeft een diameter van 3 tot 8 cm. De kleur is zwavelgeel met roodbruine of olijfkleurige tint en de oppervlakte is zijdeachtig.
Lamellen
De lamellen zijn zwavelgeel van kleur.
Steel
De steel is vezelig en zwavelgeel van kleur, maar iets donkerder dan de hoed. De lengte is 2 tot 7 cm en de dikte 10 tot 17 mm.
Geur
De geur is onaangenaam en vergelijkbaar met gas of teer.

## Verspreiding
De narcisridderzwam komt voor in heel Europa, waar hij voorkomt van arctische gebieden tot subtropische klimaatzones, zoals het Middellandse Zeegebied. Hij is ook wijdverbreid in China, Florida en in de Pacific Northwest. In hoeverre het verspreidingsgebied andere gebieden omvat, is onduidelijk. In het Pleistoceen kwam de soort blijkbaar veel vaker voor dan nu, en sinds de jaren zeventig is de populatie in West-Midden-Europa afgenomen.

## Foto's

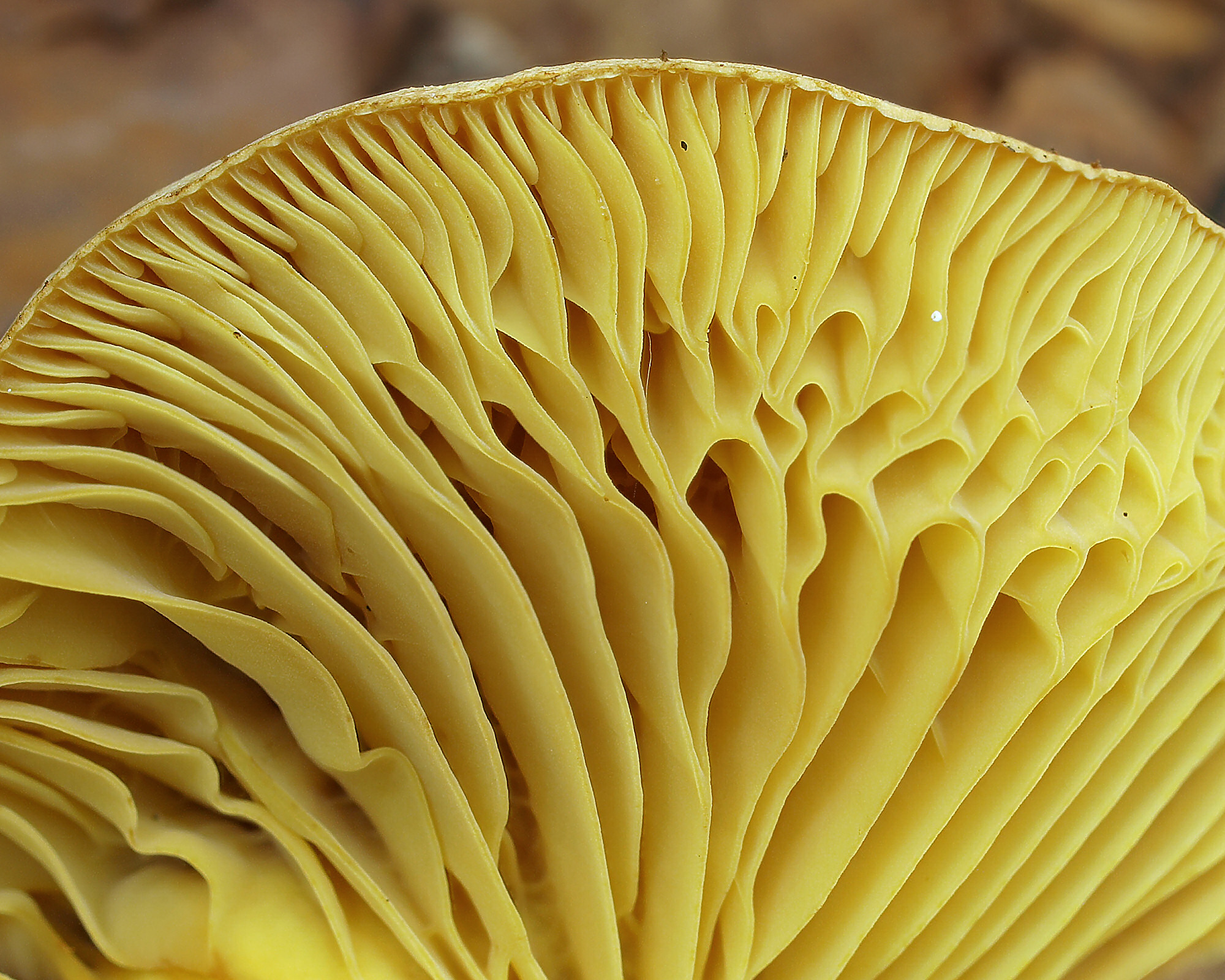
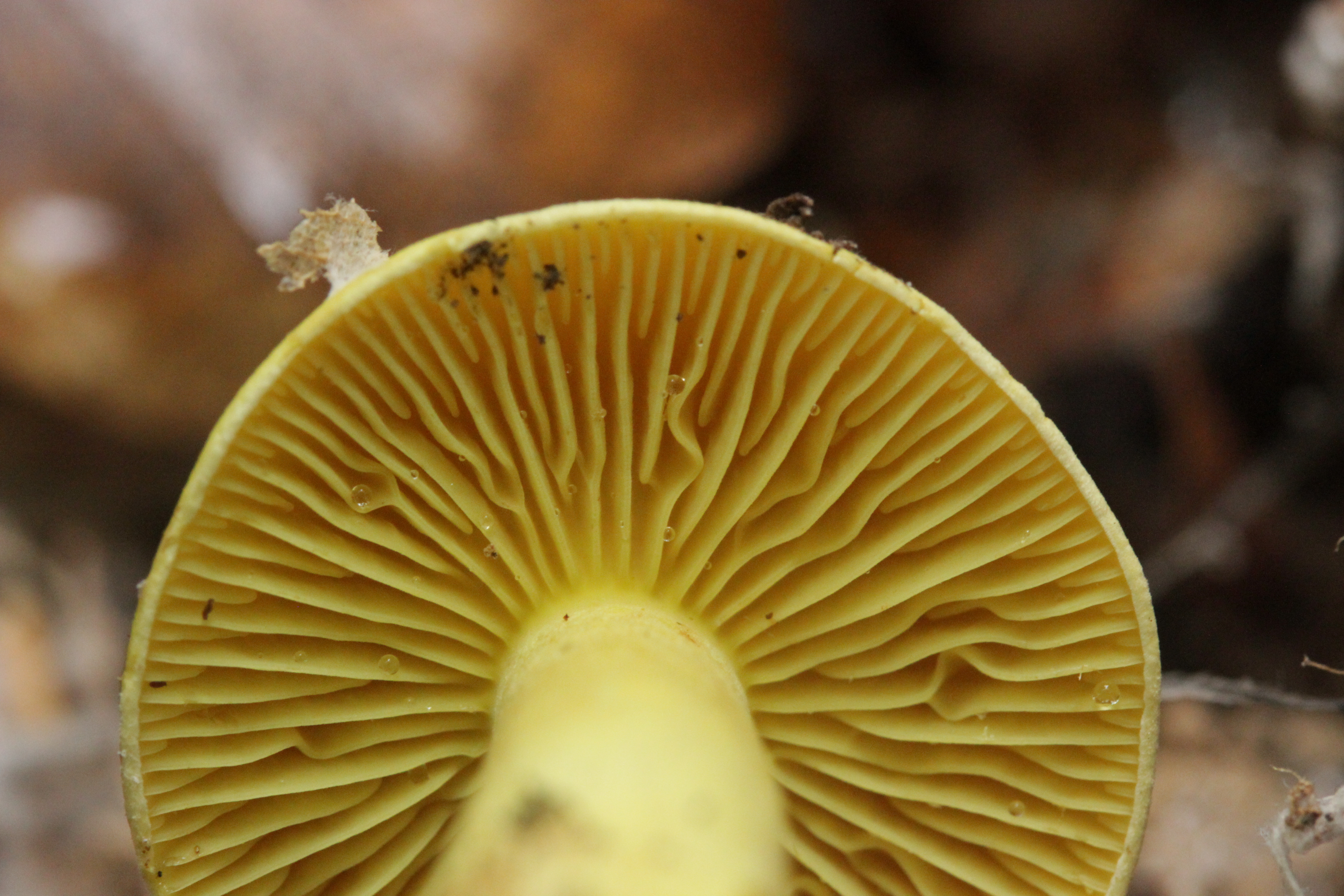
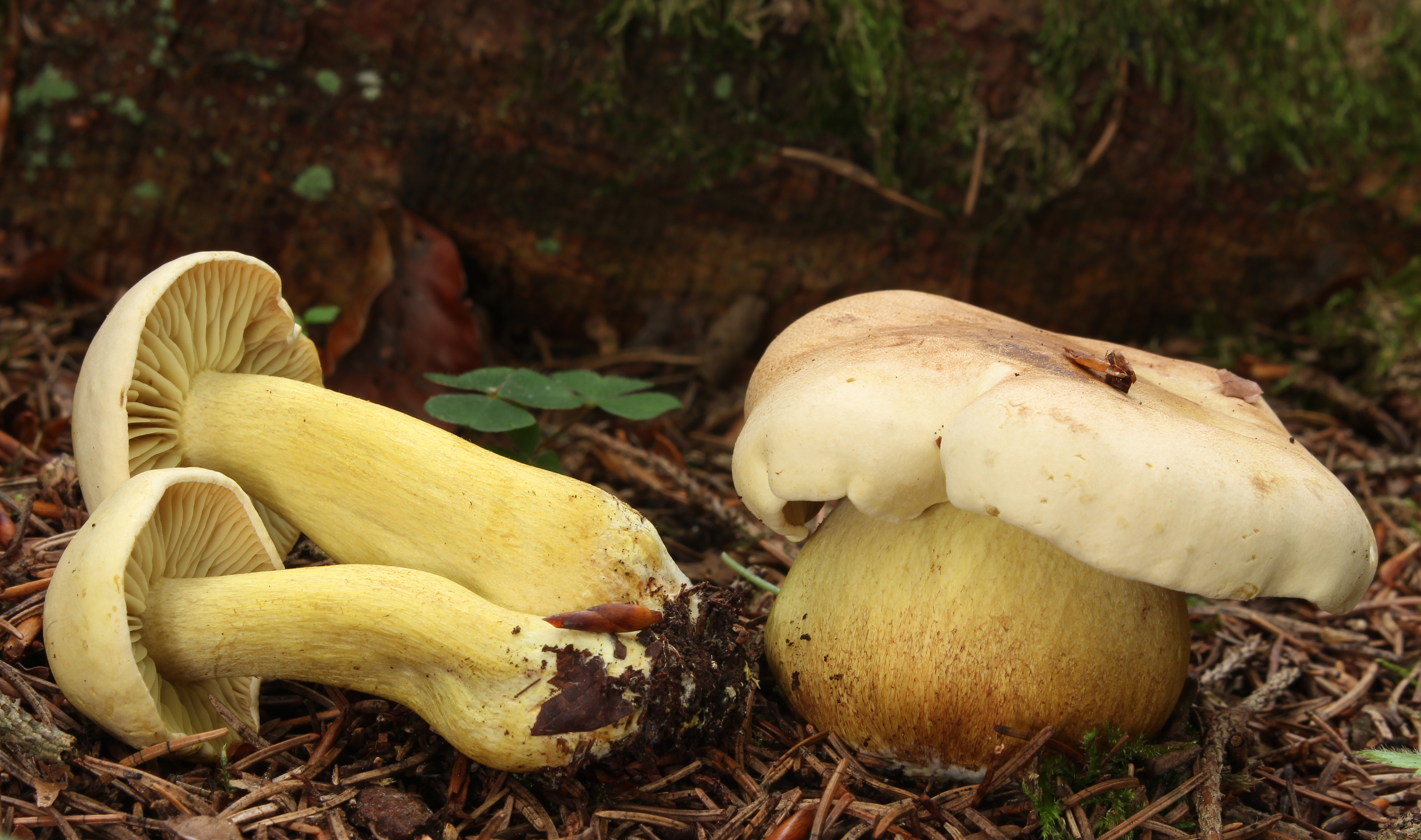
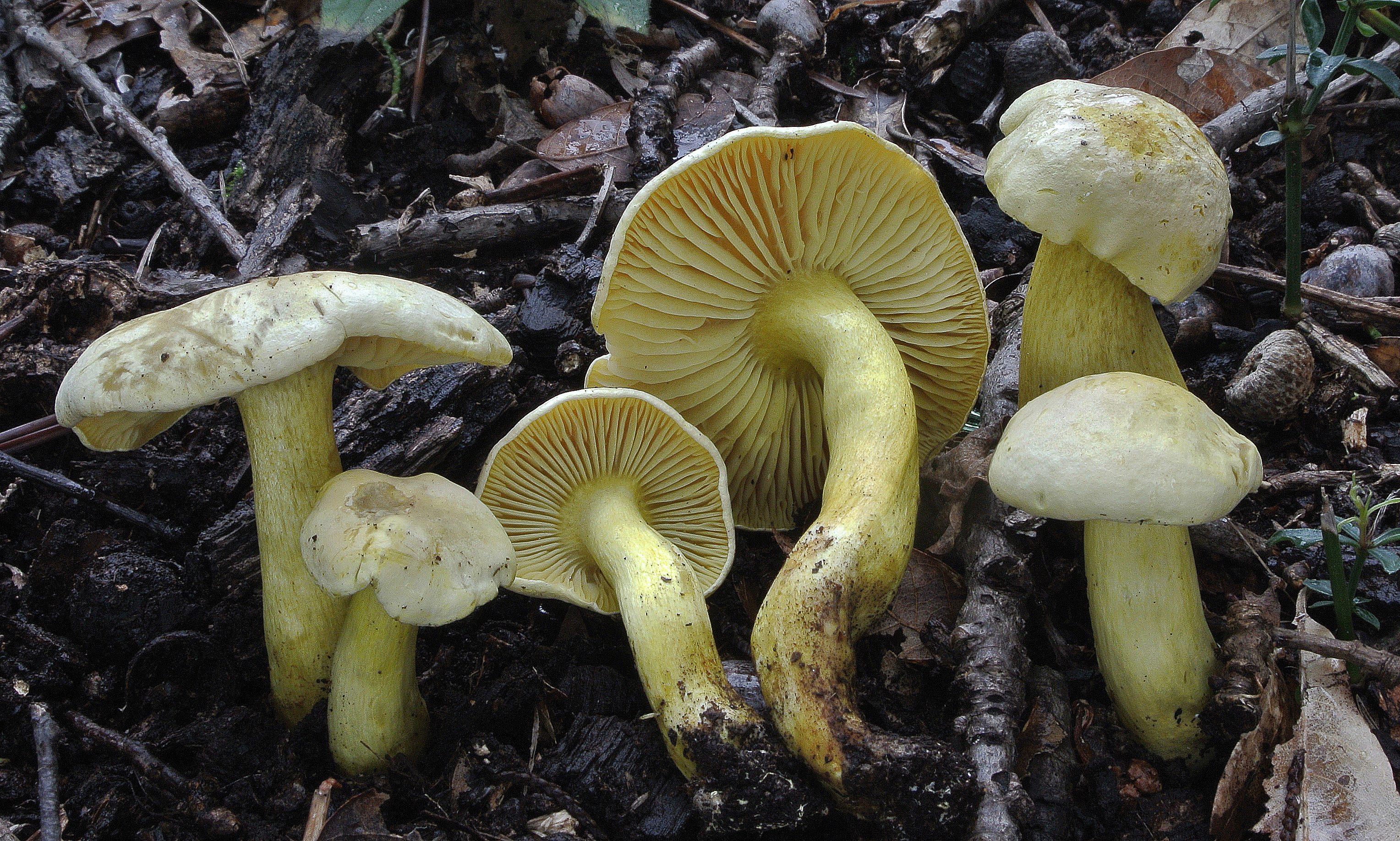

## Taxonomie
De narcisridderzwam werd reeds in 1784 beschreven door de Franse botanicus Pierre Bulliard als Agaricus sulphureus. Later plaatste de Duitse mycoloog Paul Kummer de soort in het geslacht Tricholoma. De soortaanduiding sulphureum komt uit het Latijn waarmee zwavel wordt bedoeld.